# Ibrahim Cissé (górnowoltański piłkarz)
Ibrahim Cissé – burkiński piłkarz grający na pozycji napastnika. W swojej karierze grał w reprezentacji Górnej Wolty.

## Kariera klubowa
W swojej karierze piłkarskiej Cissé grał w klubie Étoile Filante Wagadugu.

## Kariera reprezentacyjna
W 1978 roku Cissé został powołany do reprezentacji Górnej Wolty na Puchar Narodów Afryki 1978. W tym turnieju zagrał w trzech meczach grupowych: z Nigerią (2:4), z Zambią (0:2) i z Ghaną (0:3).